# Sharp Zaurus

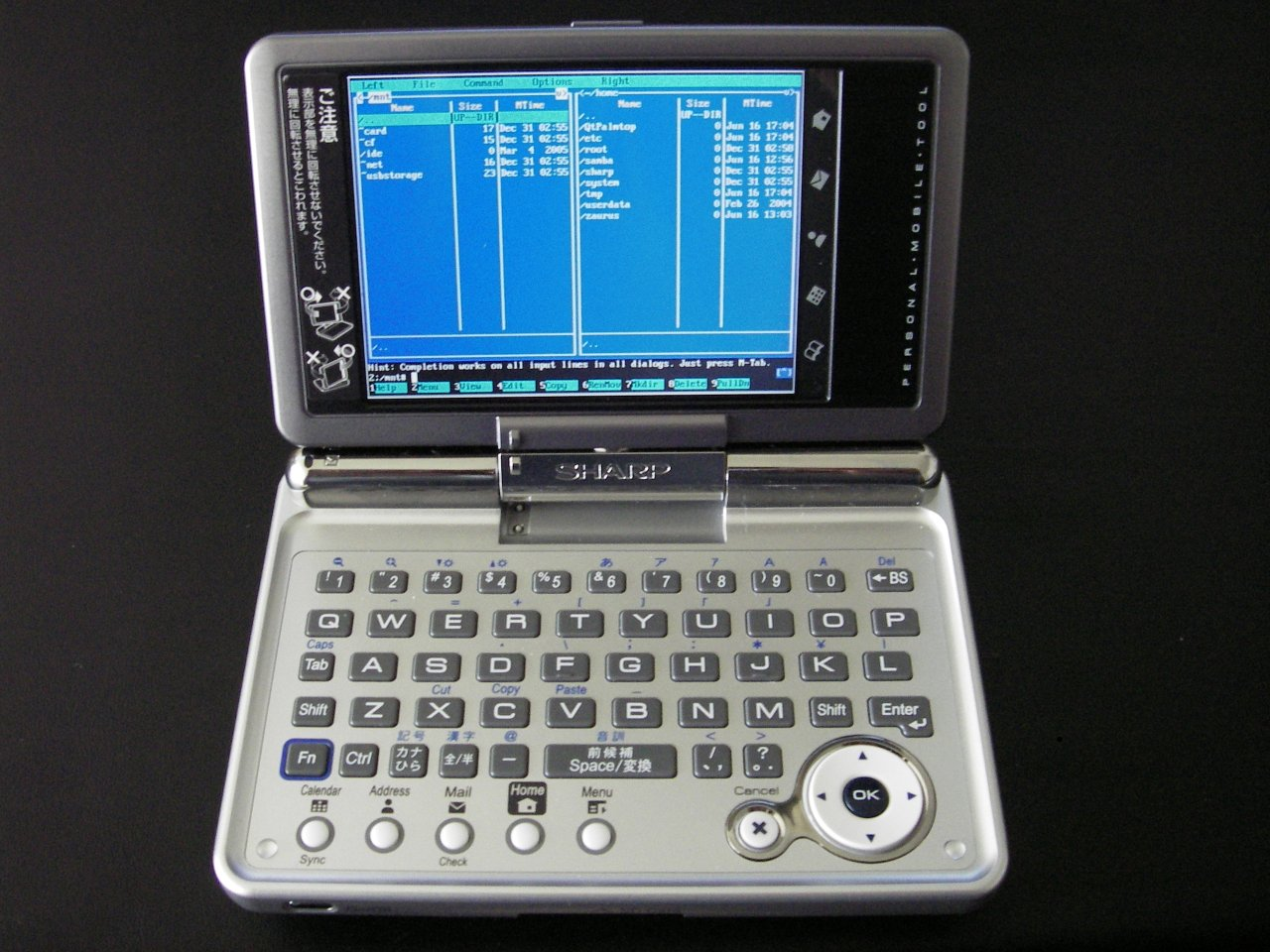
Una Sharp Zaurus SL-C1000, ejecutando Midnight Commander.

La Sharp Zaurus es el nombre de una serie de PDA hechas por la corporación Sharp. Zaurus fue la más popular pda durante la década de 1990 en Japón.
La primera Sharp PDA en usar una variante del núcleo Linux fue la SL-5000. 
El nombre proviene de un común sufijo aplicado a los nombres de dinosaurios, y fue elegido como una muestra del poderío de esta máquina.

## Modelos de Zaurus
- K-PDA (ZR) series
  - ZR-3000, pantalla táctil de 320 x 240, 1 MB RAM.[1]
  - ZR-3500, similar a la ZR-3000, con el nuevo módem interno de 14.4/9.6 kilobit/s.[2]
  - ZR-5000/FX, un modelo de concha vendido sólo fuera de Japón, puesto en venta en enero de 1995.
  - ZR-5700
  - ZR-5800
- Personal Information (PI) series
  - Pi² T, modelo de prueba, presentado en abril de 1992
  - PI-3000, el primer modelo, introducido al mercado japonés el 1 de octubre de 1993
  - PI-4000/FX, segunda generación con tinta[3] y fax, a la venta en Japón en junio de 1994
  - PI-5000/FX/DA, primer modelo capaz de sincronizar datos con un ordenador personal, a la venta en noviembre de 1994.
  - PI-4500, a la venta en enero de 1995
  - PI-6000/FX, presenta un nuevo software de reconocimiento de escritura, a la venta en Japón en agosto de 1995.
  - PI-6000DA, añade un adaptador digital para teléfonos móviles, a la venta el 12 de diciembre de 1995
  - PI-7000, también llamado AccessZaurus (アクセスザウルス) incorpora un módem interno. Se pone a la venta en febrero de 1996.
    - Nota: confusamente, Sharp lanzó otra unidad llamada "PI-7000 ExpertPad", que está basada en el hard del Apple Newton, no en el del Zaurus.

  - PI-6500, se lanzó al mercado japonés con un precio inicial de 55.000 Yen el 22 de noviembre de 1996. Medía 147x87x17 mm y pesaba 195 gramos incluyendo las baterías, e incorpora una pantalla de matriz de puntos de 239x168 y 715 Kilobytes de memoria libre para el usuario.
  - PI-8000, puesto a la venta el 24 de enero de 1997 a un precio de 80,000 Yen. Presentaba una pantalla de matriz de puntos de 319x168, 711 Kilobytes de memoria accesible al usuario, midiendo 157 x 90 x 17 mm, con un peso de 215 gramos baterías incluidas.
  - PI-6600, el último AccessZaurus con una pantalla de matriz de puntos de 239 x 168, medía 147 x 87 x 17 mm y pesaba 195 gramos baterías incluidas. Se puso a la venta en Japón el 25 de septiembre de 1997.
- MI series
  - MI-10DC/10, alias ColorZaurus, fue el primer modelo con pantalla a color. El modelo DC incorporaba una cámara digital y se puso a la venta a un precio inicial de 155.000 Yen. La MI-10 tenía un precio de 120.000 Yen. Ambos modelos se pusieron a la venta el 25 de junio de 1996.
  - MI-506DC/506/504, PowerZaurus
  - MI-110M/106M/106, ZaurusPocket
  - MI-610/610DC, PowerZaurus
  - MI-310, ZaurusColorPocket
  - MI-EX1, Zaurus iCRUISE - Fue la primera PDA con una pantalla de 640x480 de resolución
  - MI-C1-A/S, PowerZaurus
  - MI-P1-W/A/LA, Zaurus iGeti
  - MI-P2-B, Zaurus iGeti - Más memoria Flash y software interno
  - MI-P10-S, Zaurus iGeti - Más RAM y Flash que los P1/P2
  - MI-J1, Internet Dictionary Zaurus
  - MI-E1, primer modelo de pantalla vertical y mini teclado.
  - MI-L1, versión recortada del E1 - sin retroiluminación de la pantalla
  - MI-E21, Versión mejorada del E1 - el doble de RAM y ROM.
  - MI-E25DC, una MI-E21 con una cámara digital incorporada de 640 x 480
- Otros modelos MI
  - BI-L10, Business Zaurus - Pantalla monocroma, 4 MB IrDA, Adaptador de Red
  - MT-200, Communications pal - con entrada de teclado, entrada/salida limitada.
  - MT-300, Communications pal - 4 MB Flash, rediseñada.
  - MT-300C, Communications pal - versión CDMAone
  - Browser Board, MT-300 con soft específico para NTT DoCoMo
- Series SL basadas en Linux
  - SL-5000D, un modelo de desarrollo del SL-5500, con 32 MB de RAM.
  - SL-5500 (Collie), la primera nueva Zaurus en venderse fuera de Japón, se basa en la CPU Intel SA-1110 StrongARM, tiene 64 MB of RAM, un teclado incluido, slots CompactFlash y Secure Digital y puerto infrarrojo.
  - SL-A300 (Discovery), una PDA ultraligera sin teclado, vendida sólo en Japón.
  - SL-5600 (Poodle), el sucesor de la SL-5500, con más capacidad de procesador, más RAM y micrófono y altavoz incorporados. Basado en la CPU Intel XScale a 400 MHz. Sin embargo algunos tienen un bug de Caché en la CPU PXA-250 (fácil de arreglar). ROMs populares para el SL-5600 son Watapon, Synergy, y OpenZaurus.
    - SL-B500, nombre del SL-5600 en Japón

  - SL-C700 (Corgi), un modelo de concha y la primera PDA en usar el "System LCD" de Sharp, vendida sólo en Japón.
  - SL-C750 (Shepherd), una versión mejorada de la SL-C700 con una duración mayor de la batería, una CPU más rápida y software actualizado, vendida sólo en Japón.
  - SL-C760 (Husky), una versión mejorada de la SL-C700 con el doble de memoria Flash de almacenamiento que la SL-C750 y una batería mayor, vendida sólo en Japón.
  - SL-C860 (Boxer), similar a la SL-C760, viene con una actualización del software que permite que sea reconocida como un dispositivo de almacenamiento USB e incluye soft de traducción Inglés-Japonés. Vendido sólo en Japón.
  - SL-6000 (Tosa), la sucesora de la SL-5600, disponible en 3 versiones:
    - SL-6000N, pantalla VGA de 4 pulgadas, CPU Intel XScale PXA255 400 MHz, 64 MB de memoria Flash, 64 MB de SDRAM, slots CompactFlash y Secure Digital, y puerto IrDA. Incorpora micrófono, y puerto host USB.
Existe también una versión llamada HC-6000N con Microsoft Windows Mobile 2003 Second Edition con sistema operativo, y una ordenador de mano de Hitachi llamado FLORA-ie MX1 con el mismo hardware, todos sólo disponibles en Japón.
    - SL-6000L, como la SL-6000N, con 802.11b Wi-Fi.
    - SL-6000W, como la SL-6000N, con 802.11b Wi-Fi y Bluetooth.

  - SL-C3000 (Spitz), similar a la SL-C860, la SL-C3000 contiene un puerto host USB para permitir la conexión de dispositivos USB como teclados y mouses. Utiliza una CPU Intel Xscale PXA270 416 MHz. Aunque sólo tiene 16 MB de almacenamiento Flash, viene con un disco duro Hitachi de 4 GB siendo la primera PDA que incorporó un disco duro. Vendida sólo en Japón.
  - SL-C1000 (Akita), similar a la SL-C3000, pero con 128 MB Flash ROM en lugar del disco duro.
  - SL-C3100 (Borzoi), similar a la SL-C3000, con una Flash ROM de 128 MB, y del disco duro de 4 GB.
  - SL-C3200 (Terrier), último modelo de concha, lanzado el 17 de marzo de 2006, similar al SL-C3100. Disco duro de 6 GB, viene con un diccionario actualizado y el test TOEIC (Test of English for International Communication).